# Qajar Tappeh
Qajar Tappeh (persiska: قجر تپه) är en ort i Iran.   Den ligger i provinsen Mazandaran, i den norra delen av landet, 160 km nordost om huvudstaden Teheran. Antalet invånare är 106.
Terrängen runt Qajar Tappeh är platt. Runt Qajar Tappeh är det tätbefolkat, med 790 invånare per kvadratkilometer. Närmaste större samhälle är Babol, 9,9 km väster om Qajar Tappeh. Trakten runt Qajar Tappeh består till största delen av jordbruksmark.